# Holly Marie Combs
Holly Marie Combs (San Diego, 3 december 1973) is een Amerikaans actrice.
Combs is bekend van televisiefilms naar ware gebeurtenissen zoals Born on the Fourth of July, A Perfect Stranger en Sins of Silence. De eerste televisieserie waarin ze te zien was, is Picket Fences.
Haar bekendste rol is die van Piper Halliwell in Charmed. Naast actrice is ze ook producer van onder andere Charmed. Na het vertrek van Shannen Doherty uit de serie, werd Combs de oudste zus in de serie. In haar rol van Piper moet ze voortdurend het evenwicht in de familie zien te bewaren en tegelijk een goede moeder en echtgenote proberen te zijn. Haar echtgenoot in Charmed is Leo Wyatt, gespeeld door Brian Krause.
In het echte leven was Combs van 28 februari 1993 tot 1997 getrouwd met acteur Brian Smith. Daarna was ze verloofd met Storm Lyndon maar die relatie liep stuk in 2000. Vervolgens leerde ze op de set van Charmed haar tweede echtgenoot, David Donoho kennen. Het stel trad in het huwelijk op 14 februari 2004. Op dat moment was Combs zeven maanden zwanger van haar eerste zoon, Finley Arthur. Op 26 oktober 2006 werd haar tweede zoon, Riley Edward, geboren. Op 26 mei 2009 werd haar derde zoon, Kelley James, geboren. In november 2011 werd bekendgemaakt dat Combs en haar man gaan scheiden.
Sinds 2010 speelt zij in de serie Pretty little liars Ella Montgomery de moeder van Aria Montgomery. De serie is gebaseerd op de gelijknamige boekenserie van Sara Shepard en wordt uitgezonden op ABC Family.

## Extra weetjes
- Het litteken in haar wenkbrauw liep ze op toen ze als peuter tegen een marmeren tafel liep.
- Na het vertrek van Shannen Doherty speelde Combs de oudste van de drie zusjes, terwijl zij jonger is dan de andere actrices die ooit een Halliwell-zus vertolkt hebben: Alyssa Milano, Rose McGowan en Shannen Doherty.

## Filmografie

### Films
| Jaar | Titel                      | Rol               | Opmerkingen              |
| ---- | -------------------------- | ----------------- | ------------------------ |
| 1985 | Walls of Glass             | Abby Hall         | Klasgenoot               |
| 1988 | Sweet Hearts Dance         | Dens Boon         |                          |
| 1989 | New York Stories           | Helena            | Feestend verkleed meisje |
| 1989 | Born on the Fourth of July | Jenny Turner      |                          |
| 1991 | Nobody Can Hear You Scream | Melinda Ashwood   |                          |
| 1992 | Simple Men                 | Kim Fields        |                          |
| 1992 | Dr. Giggles                | Jennifer Campbell | Hoofdpersonage           |
| 1992 | Chain of Desire            | Diana Richards    |                          |
| 1995 | A Reason to Believe        | Sharon Digby      |                          |
| 1995 | Evil in the Basement       | Karen Ford        |                          |
| 2001 | Ocean's Eleven             | Haarzelf          | Cameo rol                |

### Televisie/Series
| Jaar      | Titel                                          | Rol                          | Opmerkingen                                                          |
| --------- | ---------------------------------------------- | ---------------------------- | -------------------------------------------------------------------- |
| 1990      | Guiding Light                                  | Louisa Young                 | 2 afleveringen                                                       |
| 1991–1994 | As the World Turns                             | Denise Jones                 | 5 afleveringen                                                       |
| 1992–1996 | Picket Fences                                  | Kimberly Brock               | 83 afleveringen                                                      |
| 1994      | A Perfect Stranger                             | Amanda Hale                  | Film op televisie (NBC)                                              |
| 1994      | Island City                                    | Erin Sloan                   | Film op televisie (PTEN)                                             |
| 1996      | Sins of Silence                                | Sophie DiMattio              | Film op televisie (CBS); Hoofdrol                                    |
| 1997      | Love's Deadly Triangle: The Texas Cadet Murder | Diane Zamora                 | Film op televisie (NBC); Hoofdrol                                    |
| 1997      | Our Mother's Murder                            | Alex Morell                  | Film op televisie (Lifetime); Hoofdrol                               |
| 1997      | Relativity                                     | Anne Pryce                   | Seizoen 1 aflevering 14: "Billable Hours"                            |
| 1998–2006 | Charmed                                        | Piper Halliwell              | Hoofdrol (179 afleveringen) Producent (seizoenen 5–8)                |
| 2003      | See Jane Date                                  | Natasha Nutley               | Film op televisie (ABC Family); Hoofdrol                             |
| 2007      | Panic Button (originele titel Point of Entry)  | Katherine Alden              | Film op televisie (Lifetime); Hoofdrol                               |
| 2010–2017 | Pretty Little Liars                            | Ella Montgomery              | Rol dat terugkomt: seizoen 1–3 speciale gast 'star': seizoen 4–heden |
| 2014      | Hell's Kitchen                                 | Zichzelf / restaurant patron | Aflevering: "15 Chefs Compete"                                       |
| 2015      | Off the Map with Shannen & Holly               | zichzelf                     | Great American Country reality serie (6 afleveringen)                |
| 2016      | Love's Complicated                             | Leah Townsend                | Film op televisie (Hallmark Channel); Hoofdrol                       |